# Patricio Frez
Erdwin Patricio Frez Cárdenas (Valparaíso, 15 de diciembre de 1955-Quilpué, 20 de octubre de 2020), más conocido como «Pato» Frez, fue un locutor y presentador de radio y televisión chileno, mayormente conocido por haber sido la voz en off del programa Buenos días a todos de Televisión Nacional de Chile (TVN) durante 20 años. Además fue pastor evangélico.

## Carrera mediática

### Televisión
Fue la voz en off del matinal Buenos días a todos de TVN desde sus inicios, el 9 de marzo de 1992. Se mantuvo en el anonimato casi una década, hasta el 27 de julio de 2001, cuando decidió bajar de la cabina de dirección del programa al estudio, para bailar «La mayonesa» del grupo Chocolate junto a la bailarina María José Campos, más conocida como «Porotito Verde». El 28 de septiembre de 2011 —a menos de un mes del accidente aéreo donde falleció el conductor del programa, Felipe Camiroaga— anunció su renuncia a TVN, para dedicarse a su trabajo pastoral, siendo su último día en Buenos días a todos el 30 de septiembre.
En agosto de 2009 tuvo su debut como conductor de televisión en el programa Disfrutando, del canal por cable Televisión Nacional Evangélica (TNE).
En 2014 tuvo una breve participación como panelista en el programa SQP. Posteriormente, asumió como conductor de un programa por Internet llamado Yo te invito, transmitido por Terra TV. A fines de ese mismo año volvió a la locución de Buenos días a todos, en el que se mantuvo hasta mayo de 2015.
Posteriormente estuvo vinculado al canal de VTR, Quintavisión de Viña del Mar, con el programa El Pato y usted (2017-2018).

### Radio
Trabajó como locutor en las radios Agricultura de Los Ángeles (1975-1981), Chilena, Cooperativa (1982-1992), Pudahuel (1992-2007), Cariño FM (2007-2008), Portales (2009), Corporación (2011) y Estilo FM (2015-2016).
A mediados de la década de 2010 fue locutor en la radio cristiana Renuevo, de transmisión en línea, donde ejerció como director general y conductor de los programas Disfrutando el amor de Jesús y Despierta, Iglesia, Despierta. Posteriormente trabajó en las radios Cordillera (2016) –donde condujo los programas El club del Pato y Música al ritmo de las noticias–, Festival de Viña del Mar (2017), UCV Radio de Viña del Mar (2018-2019) y en Radio Latina de Limache, donde condujo el programa Como Pato en La-tina. Al momento de su muerte, conducía El club del Pato en Radio Portales.

## Pastor evangélico
El 14 de agosto de 2009 fundó el ministerio cristiano «El amor de Jesús», del que fue ordenado pastor el 5 de marzo de 2010, por ocho pastores de distintas congregaciones de Santiago de Chile. Posteriormente fundó, junto a su entonces cónyuge Kattia Sepúlveda, la Iglesia Cristiana Renuevo en la comuna de La Reina, el 19 de septiembre de ese mismo año.
Frez convocó a una «marcha por los Valores y la Familia» con un video subido a Vimeo el 24 de julio de 2011, que causó gran polémica por ser una manifestación en contra del matrimonio igualitario. La marcha se realizó el 30 de julio de ese año desde Plaza Baquedano, en Santiago. En 2014 se alejó de su rol de pastor.

## Vida personal

### Familia
Es hijo de Raúl Frez Tapia (1934-2002) y Norfa Cárdenas Brito (1935-2024), quienes fueron pastores de la Iglesia Evangélica Pentecostal en Los Ángeles, Santiago y Lota.
Frez contrajo matrimonio dos veces, la segunda en 2008 con Kattia Sepúlveda, y tuvo cuatro hijos. Tras separarse de Sepúlveda, inició una relación con Lilian Sielfeld, con quien estuvo hasta su muerte.

### Enfermedad y muerte
En octubre de 2019 fue diagnosticado con cáncer de hígado y comenzó su tratamiento contra la enfermedad. En abril de 2020 fue diagnosticado con el virus COVID-19, del cual logró recuperarse satisfactoriamente, aunque sin abandonar sus quimioterapias.
Falleció en Quilpué el 20 de octubre de 2020 a los 64 años, a causa del cáncer.
Sus restos descansan en el Cementerio Parque del Sendero de Penco, en Concepción.

## Televisión
| Año       | Programa de televisión                  | Rol        | Canal         |
| --------- | --------------------------------------- | ---------- | ------------- |
| 1986      | Sábado gigante                          | Jurado     | Canal 13      |
| 1992-2011 | Buenos días a todos                     | Voz en off | TVN           |
| 1993      | Siempre lunes                           | Voz en off | TVN           |
| 1993      | Premios Apes                            | Él mismo   | TVN           |
| 2009      | TVN 40 Años, tu historia es mi historia | Él mismo   | TVN           |
| 2017-2018 | El Pato y Usted                         | Él mismo   | Quinta Visión |